# لی بوم‌سوری
لی بوم-سو-ری (کره‌ای: 이봄소리؛ زادهٔ ۱۹ اکتبر ۱۹۹۲) بازیگر اهل کره جنوبی است. او به خاطر ایفای نقش در پلی‌لیست بیمارستان و پیوند: بخور، عشق بورز و بکش شناخته می‌شود.

## فیلم‌شناسی

### مجموعه تلویزیونی
| سال  | عنوان                       | نقش               | منابع  |
| ---- | --------------------------- | ----------------- | ------ |
| ۲۰۱۶ | پزشکان                      | سو ری             | [ ۶ ]  |
| ۲۰۱۸ | معجزه‌ای که ملاقات کردیم     | سو هه جو          | [ ۷ ]  |
| ۲۰۱۹ | عدالت                       | پارک هیو ریم      | [ ۸ ]  |
| ۲۰۲۱ | پلی‌لیست بیمارستان ۲         | فلو زنان و زایمان | [ ۹ ]  |
| ۲۰۲۲ | پیوند: بخور، عشق بورز و بکش | هوانگ مین جو      | [ ۱۰ ] |

## جوایز و نامزدی‌ها
| مراسم جوایز                | سال  | دسته                      | نامزد / اثر | نتیجه | منابع  |
| -------------------------- | ---- | ------------------------- | ----------- | ----- | ------ |
| پنجمین جوایز موزیکال کره‌ای | ۲۰۲۱ | بهترین بازیگر نقش مکمل زن | Chami       | برنده | [ ۱۱ ] |